# Isabella Springmuhl Tejada
Isabella Springmuhl Tejada (còn được gọi là Belita; sinh ngày 23 tháng 2 năm 1997) là nhà thiết kế thời trang người Guatemala. Cô được ghi nhận là người thiết kế thời trang đầu tiên mắc hội chứng Down. Các thiết kế của cô được trình bày tại khu trưng bày thời trang quốc tế thuộc Tuần lễ thời trang Luân Đôn năm 2016. Cũng năm 2016 này, cô còn được bầu chọn là một trong 100 phụ nữ nổi bật do BBC tổ chức (BBC 100 Women).

## Tiểu sử
Gia đình Springmuhl có bốn người con, trong đó cô là con út. Sau khi tốt nghiệp đại học, cô là cử nhân ngành Khoa học và ngành Bưu chính. Cô nộp đơn xin học ngành thời trang nhưng bị từ chối vì cô bị hội chứng Down. Nhờ quyết tâm, cô đã được nhận vào học ngành thời trang.

## Phong cách
Trong các thiết kế của mình, Springmuhl lấy cảm hứng từ nền văn hóa dân gian Guatemala. Cô đã làm việc với nhiều nghệ sĩ Guatemala bản địa, và cô được truyền cảm hứng. Các sản phẩm của cô như phụ kiện, ví, áo pon-sô và váy, đều đậm đà bản sắc văn hóa đất nước Guatemala. Cô cũng đã thiết kế quần áo đặc biệt cho những người bị hội chứng giống mình. Các thiết kế của cô rất rực rỡ, với hoa thêu màu sắc sặc sỡ vốn được sử dụng trong công nghệ dệt cổ điển của Guatemala. Về thiết kế của Springmuhl, BBC khen ngợi: "Springmuhl có quy trình thiết kế độc đáo và cá tính. Quy trình đó bắt đầu bằng việc tự tay chọn hàng dệt may Guatemala cổ điển từ nhà cung cấp tin cậy ở Antigua, sau đó vải dệt đưa trở lại xưởng, được khâu và may hết sức tỉ mỉ hòng đáp ứng mọi thông số kỹ thuật của Isabella."

## Sự đón nhận
Năm 2015, Springmuhl đã được mời đến Bảo tàng Dệt may và Quần áo Bản địa Ixchel ở Guatemala. Cô đã bán hết bộ sưu tập của mình và trở nên nổi tiếng. Các thiết kế của cô đã được trưng bày ở Panama. Năm 2016, các thiết kế của cô tiếp tục được trình bày tại khu trưng bày thời trang quốc tế thuộc Tuần lễ thời trang Luân Đôn năm 2016. Cũng năm 2016 này, cô còn được bầu chọn là một trong 100 phụ nữ nổi bật do BBC tổ chức (BBC 100 Women)..